# Каменный (Краснодарский край)
Ка́менный — посёлок в Тихорецком районе Краснодарского края России.
Входит в состав Тихорецкого городского поселения.

## Население
| 2002 | 2010  |
| ---- | ----- |
| 1164 | ↘1144 |

## Улицы
| - ул. Гагарина, - ул. Дачная, - ул. Дружбы, - ул. Заречная, - ул. Зелёная, | - ул. Кавказская, - ул. Краснодарская, - ул. Ленина, - ул. Майская, - ул. Мира, | - ул. Молодёжная, - ул. Московская, - ул. Набережная, - ул. Октябрьская, - ул. Победы, | - пер. Прудный, - ул. Рабочая, - ул. Российская, - ул. Садовая, - ул. Светлая, | - пер. Светлый, - ул. Солнечная, - ул. Суворова, - ул. Тихорецкая, - ул. Широкая. |